# غیاث الدین دوم
غیاث‌الدین دوم کرت (درگذشته پس از ۱۳۸۱ میلادی / حدود ۷۸۳ هجری قمری) واپسین امیر سلسله آل کرت در هرات بود. او پس از مرگ پدرش ملک حسین کرت در سال ۷۷۱ هجری قمری به سلطنت رسید و در حدود یک دهه در خراسان فرمان راند. دوران حکومت وی همزمان با اوج‌گیری قدرت تیمور گورکانی بود و سرانجام با سقوط او، به حاکمیت نزدیک به ۱۵۰ ساله آل کرت در خراسان بزرگ به پایان داده شد. غیاث‌الدین در تلاش بود تا جایگاه خویش را در میان قدرت‌های نوظهور حفظ کند، اما تدابیر او در برابر تیمور سودی نبخشید و سلسله‌اش در نهایت نابود گردید.

## پیش زمینه و به قدرت رسیدن
پس از درگذشت ملک حسین کرت در سال ۷۷۱ هجری قمری، پسرش غیاث‌الدین پیرعلی کرت به‌عنوان جانشین او بر تخت نشست. برخلاف پدرش که با قبایل محلی و برخی قدرت‌های ایلخانی ارتباطی قوی داشت، غیاث‌الدین در فضایی پرآشوب وارد صحنه حکومت شد. از سویی، مغولان چغتایی در ماوراءالنهر قدرت گرفته بودند، و از سوی دیگر، فتوحات تیمور لنگ در ترکستان آغاز شده بود و بیم آن می‌رفت که وی به سوی خراسان یورش آورد.
غیاث‌الدین از حمایت کامل امرای خاندان کرت بهره‌مند نبود و برخی مخالفان داخلی نیز در بدنه دیوان و ارتش دیده می‌شدند. با این حال، او در ابتدا کوشید تا با فرستادن هدایایی به دربار تیمور، موقعیت خود را مستحکم سازد.

## رابطه با تیمور و شکست
در سال‌های ابتدایی حکومت غیاث‌الدین، تیمور گورکانی با قدرت به سوی بلخ، طخارستان، و سرانجام هرات پیشروی کرد. غیاث‌الدین برای جلوگیری از جنگ، نمایندگانی نزد تیمور فرستاد و ابراز اطاعت کرد. اما تیمور که نگران اتحاد احتمالی آل کرت با مخالفانش بود، پس از بررسی شرایط، شخصاً با لشکرش در سال ۷۸۲ هجری قمری (۱۳۸۰ میلادی) به‌سوی هرات حرکت کرد.
با رسیدن سپاه تیمور به حوالی هرات، غیاث‌الدین که توان مقاومت در برابر لشکری قدرتمند را نداشت، با پیامی صلح‌جویانه تسلیم شد. تیمور او را همراه خانواده‌اش به سمرقند فرستاد و اداره هرات را به فرماندهان خود سپرد.

## اسارت و مرگ مبهم
پس از انتقال به سمرقند، غیاث‌الدین دیگر به عنوان حاکم یا شخصیتی مؤثر در سیاست دیده نشد. گفته می‌شود که تیمور ابتدا با احترام با او رفتار کرد، اما مدتی بعد به اتهام توطئه یا ارتباط با دشمنان، دستور به قتل او داد یا دست‌کم او را در حبس نگه داشت. سرنوشت دقیق او روشن نیست، اما بیشتر منابع تاریخی، مرگ او را در اسارت و پس از سال ۷۸۳ هجری قمری ذکر کرده‌اند.

## میراث و پایان آل کرت
با سقوط غیاث‌الدین، سلسله آل_کرت به پایان رسید. این خاندان که از اواخر قرن هفتم هجری در خراسان قدرت گرفته بود، حدود ۱۲۰ سال بر نواحی شرقی ایران حکومت کردند. دوره آل کرت با وجود فراز و نشیب‌های فراوان، از نظر فرهنگی دوره‌ای پربار بود؛ شهر هرات در این دوره به یکی از مراکز مهم علم، ادب، و معماری اسلامی بدل شد. اما بی‌ثباتی سیاسی و عدم درک واقعیت قدرت تیمور، پایان تلخی برای این خاندان رقم زد.